# Котов, Евгений Сергеевич (кинематографист)
Евгений Сергеевич Котов (27 ноября 1935, Тула — 2 марта 2018, Москва) — советский организатор кинопроизводства, сценарист, режиссёр. Заслуженный деятель искусств РСФСР (1985).

## Биография
Родился 27 ноября 1935 года в Туле в семье инженера. Служил матросом на Северном флоте, работал в редакции газеты «Молодой коммунар». Учился заочно в Тульском педагогическом институте.
В 1961 году окончил сценарный факультет Всесоюзного государственного института кинематографии (мастерская Алексея Каплера). В годы учёбы был секретарем комсомольской организации факультета.
В 1961—1964 годах — редактор отдела производства телефильмов, заведующий сценарным отделом Центрального телевидения.
В 1964—1968 годах — главный редактор Первого творческого объединения киностудии «Мосфильм».
В 1968—1978 годах — заместитель главного редактора Главной сценарно-редакционной коллегии Госкино СССР, заместитель начальника Главного управления по производству художественных фильмов Госкино СССР.
В 1978—1987 годах — директор Центральной киностудии детских и юношеских фильмов имени М. Горького. Людмила Голубкина, покинувшая киностудию вскоре после назначения Котова, в своих воспоминаниях описала его как «самодовольного приспособленца, не способного и не желающего понять другого».

В конце 80-х киностудию им. М. Горького начали раздирать скандалы. Директор Евгений Котов начал вызывать недовольство коллектива. Одним из главных бунтарей был Ролан Быков, который открыто называл директора киностудии «врагом детского кино» и возмущался появлением боевиков вроде «Бармен из „Золотого якоря“», «Досье человека в ʺМерседесеʺ» или «Набат». Однако, когда директора решили переизбирать, ситуация стала ещё хуже…— журнал «Дом кино», 2020 год
В 1985 году за заслуги в области советского киноискусства ему было присвоено почетное звание заслуженного деятеля искусств РСФСР.
Умер 2 марта 2018 года.

## Творчество
В 1962 году поставил (совместно с Михаилом Сусловым) короткометражный фильм «Прелюды», получивший призы на международных фестивалях телефильмов в Нью-Йорке и Риме.
Автор сценария телефильма «Пакет» (1965), получившего Гран-при на Международном телевизионном фестивале «Злата Прага». В 1969 году совместно с Самсоном Самсоновым написал сценарий по дилогии Джеймса Олдриджа «Сын земли чужой», который не был реализован. По его сценариям сняты также фильмы «Пыль под солнцем» (1977) и «Стрельба дуплетом» (1979).
В 1992 году поставил в качестве режиссёра фильм «Ариэль» по одноименному роману писателя-фантаста Александра Беляева.

## Фильмография
- 1962 — Прелюды (сценарист и режиссёр)
- 1965 — Пакет (сценарист)
- 1977 — Пыль под солнцем (сценарист)
- 1979 — Стрельба дуплетом (сценарист)
- 1992 — Ариэль (сценарист и режиссёр)
- 2001 — Горе-Злосчастье (сценарист и режиссёр)
- 2005 — Нечаянная радость (сценарист)
- 2006 — Последняя исповедь (сценарист)
- 2011 — Я ехала домой… (сценарист)